# Posens voetbalkampioenschap 1908/09
In 1908/09 werd het eerste Posens voetbalkampioenschap gespeeld, dat georganiseerd werd door de Zuidoost-Duitse voetbalbond. Deutscher SV Posen werd kampioen. De club mocht echter nog niet deelnemen aan de Zuidoost-Duitse eindronde, wat het volgende seizoen wel mocht. 

## Eindstand
| Plaats | Club               | Wed. | W | G | V | Saldo | Ptn   |
| ------ | ------------------ | ---- | - | - | - | ----- | ----- |
| 1.     | Deutscher SV Posen | 2    | 1 | 0 | 1 | 05:02 | 02:02 |
| 2.     | FC Britannia Posen | 1    | 1 | 0 | 0 | 02:01 | 02:00 |
| 3.     | FC Viktoria Posen  | 1    | 0 | 0 | 1 | 00:04 | 00:02 |

|  | Kampioen |